# Mónica Montero
Mónica Montero (Santiago, Chile, noviembre de 1966) es una poeta, cuentista, narradora y gestora cultural chilena. Su poesía ha sido publicada en diversas revistas literarias y antologías como 22 Voces de la Novísima Poesía Chilena y Génetrix.. También ha sido incluida en diversos proyectos literarios como Cazar los miedos de Progetto 7LUNE de Italia, y la antología mundial Poetas Siglo XXI editada por Fernando Sabido Sánchez.
Ha participado en variados encuentros literarios, como el Encuentro Iberoamericano de Jóvenes Escritores, y ha organizado otros tantos, como el primer SlamPoetry de San Bernardo en 2015, y el evento internacional “Incluyamos Chile”, los años 2014 y 2015, en la ciudad de Santiago y San Bernardo, que congrega a artistas de todo el país.
El 2010 crea y dirige la revista literaria La Otra Costilla, donde son publicados tanto a artistas emergentes como consagrados. Crea el año 2016, junto a Arturo Zuloaga, la asociación, fundación cultural “Egrégora”, con quienes trabaja en la recuperación del ex Teatro Municipal de San Bernardo. Es miembro de la Sociedad de Escritores de Chile (SECH).
Trabajó vendiendo créditos de consumo y tarjetas de crédito, En 1991 participó del segundo congreso iberoamericano de escritores jóvenes. Pensó desde ese minuto dedicarse por completo a la literatura, pero fue disuadida por el literario Samir Nazal, escritor y profesor de la Universidad Católica, quienes al principio de la relación eran maestro y tallerista. Con los años se volvieron grandes amigos, hasta la muerte de Samir el 2008, año en que decide publicar su primer libro en honor al amigo y maestro.

## Estilo e influencias
Se define como hiperrealista. Si bien escribe desde pequeña, declara que sus reales inicios en la literatura se dan a partir del 2009, con la publicación de su primer libro, Varona. En su segunda obra A corta distancia, expresa un estado mental, psicológico y social de la mujer chilena mediante la utilización de metáforas; en cuanto al título, señala que el daño es más doloroso si proviene de las gente es más cercana y querida.
Se ve influenciada por Manuel Rojas, José Donoso, Juan Rulfo y Alejandra Pizarnik, además de sentir gran atracción por los escritores latinoamericanos y corrientes cercanas, ya que las realidades son más cercanas a la cotidianidad

## Temas
Describe retratando y visibilizando a aquellas mujeres que habitan  la marginalidad urbana. A través de la escritura de la poeta y cuentista Mónica Montero, inicia la búsqueda de la condición femenina, a través de los personajes del borde urbano que describe en sus creaciones. Su primer libro Varona, compuesto por poemas que nos habla de su rico mundo interior. Su segundo libro, de cuentos; A Corta Distancia, ahonda más en su creación con estas narrativas.

## Obras[3]
- 2009 - Varona, poesía, Primeros Pasos Ediciones
- 2014 - A Corta Distancia (2014), Editorial Segismundo
- 2016 - Varona y cantos a Olecram (2016), Editorial Segismundo
  - 2023 - Cielito Lindo. Ediciones La Otra Costilla

## Premios
- 2009 - 2° lugar del Premio Municipal de Literatura de San Bernardo[4]
- 2012 - Obtuvo el primer lugar en el concurso literario Manuel Rojas, con el cuento “Marga” de A Corta Distancia.[7]
- 2012 - 2° lugar en el Premio Municipal de Literatura de San Bernardo por Varona.[7]
- 2014 - Obtiene el primer lugar del Premio Municipal de San Bernardo con la obra Cantos para el olvido.[3]
- 2015 - Obtiene segundo lugar en el premio Municipal de San Bernardo con la obra Ellos.[3]
- 2018 - Obtiene la beca Creación con el poemario El ahorcado, obteniendo el 100% de puntuación.
- 2018 - Obtiene Premio Patio del Sur Por su aporte a la gestión cultural.
- 2022 - 1° Lugar Premio Municipal de Literatura de San Bernardo

## Reconocimientos
- 2016: 1a Mención Honrosa del Premio Municipal de San Bernardo por su libro de cuentos A corta distancia.[7]